# Prosthechea venezuelana
Prosthechea venezuelana är en orkidéart som först beskrevs av Rudolf Schlechter, och fick sitt nu gällande namn av Wesley Ervin Higgins. Prosthechea venezuelana ingår i släktet Prosthechea och familjen orkidéer. Inga underarter finns listade i Catalogue of Life.